# Chlorodrepana madecassa
Chlorodrepana madecassa es una especie de polilla de la familia Geometridae. La especie fue descrita por primera vez por Pierre Edmond Léon Viette habiendo sido descrita en 1971, con distribución en Madagascar. El holotipo de la especie fue descrita en El sector Ankaroka, a unos 20 kilómetros (12,4 mi) en la carretera de Lakato a aproximadamente 1100 metros (3608,9 pies) de altitud.